# Knickpunkt (Vermessung)
Ein Knickpunkt ist ein spezielles Trassierungselement im Eisenbahnbau. Er dient, anders als andere Trassierungselemente, nur zur Information. Er beschreibt einen Gleisknick, bei dem eine Gerade ohne Kreis oder Übergangsbogen (eben mit einem Knick) die Richtung ändert. Meist wird die Länge vom Anfang des Trassierungselementes bis zum Knick und ein abgehender Winkel angegeben. Wäre der abgehende Winkel 180°, so würde die Gerade ohne Knick weiter gehen. Anschließend an einen Knickpunkt folgt wiederum eine Gerade.